# Eclectus roratus
El loro eclecto o loro ecléctico (Eclectus roratus)  es una especie de ave psitaciforme de la familia Psittaculidae originaria de las Islas Salomón, Nueva Guinea, nordeste de Australia y las Molucas. Es un loro con gran capacidad de imitar palabras, por eso es muy buscado y querido como mascota. Es la única especie sobreviviente del género Eclectus.

## Descripción
Es un loro grande, que mide en promedio entre 38 y 42 centímetros, y pesa de 400 a 600 gramos. Se caracteriza por su colorido plumaje, que da la impresión de ser pelos. A diferencia de la mayoría de los loros, presenta un dimorfismo sexual pronunciado. Los machos tienen el pico color coral, un plumaje verde con plumas rojas y azules al nivel de las alas y de la cola. Las hembras tienen el pico negro, un plumaje rojo a nivel de la cabeza y de la cola, azul a nivel del pecho y de la nuca. Estas diferencias llevaron a los primeros ornitólogos europeos que los encontraron a considerarlos como especies distintas. Un dato interesante es que la fuente de esa bella y deslumbrante tonalidad en el plumaje se debe a su alimentación variada y su buena dieta, de lo contrario, sus plumas se vuelven negras, a causa del estrés o mala alimentación.

## Comportamiento
Suele vivir en los bosques de las tierras bajas y en regiones más abiertas con árboles altos. Vive en parejas o pequeños grupos. Las bandadas se reúnen para comer fruta madura y pasar la noche en los árboles. La dieta consiste en fruta, nueces, semillas, yemas, flores y néctar. Su fruta preferida es la granada pero se alimenta generalmente de frutas: mangos, guayabas, cerezas, bananas, melón, higos.
El vuelo es potente, aunque bastante lento, con un calmoso aleteo descendente y breves y frecuentes planeos. En los viajes más largos suele sobrevolar las copas de los árboles. Su reclamo es estridente y ronco.

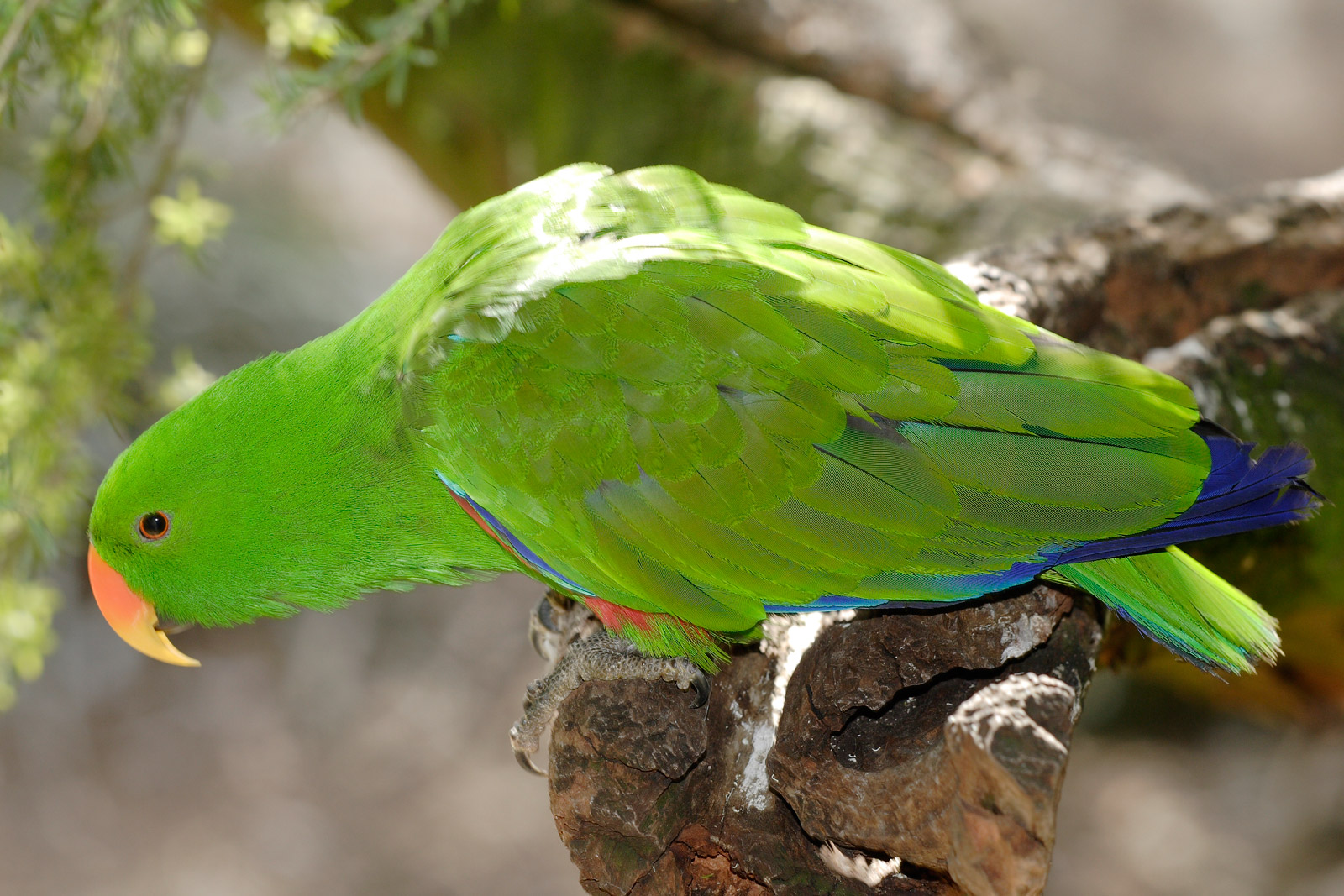
macho
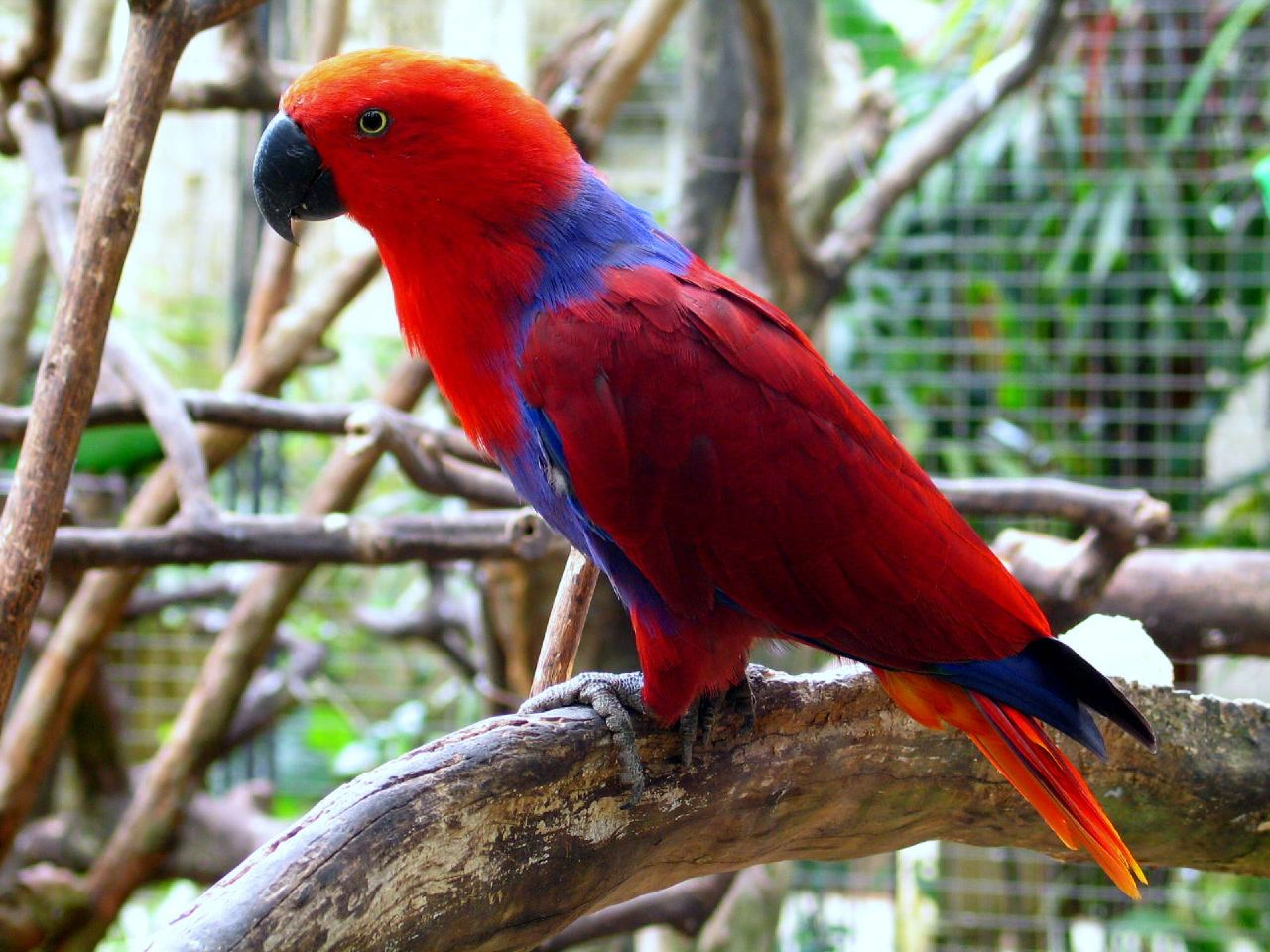
hembra
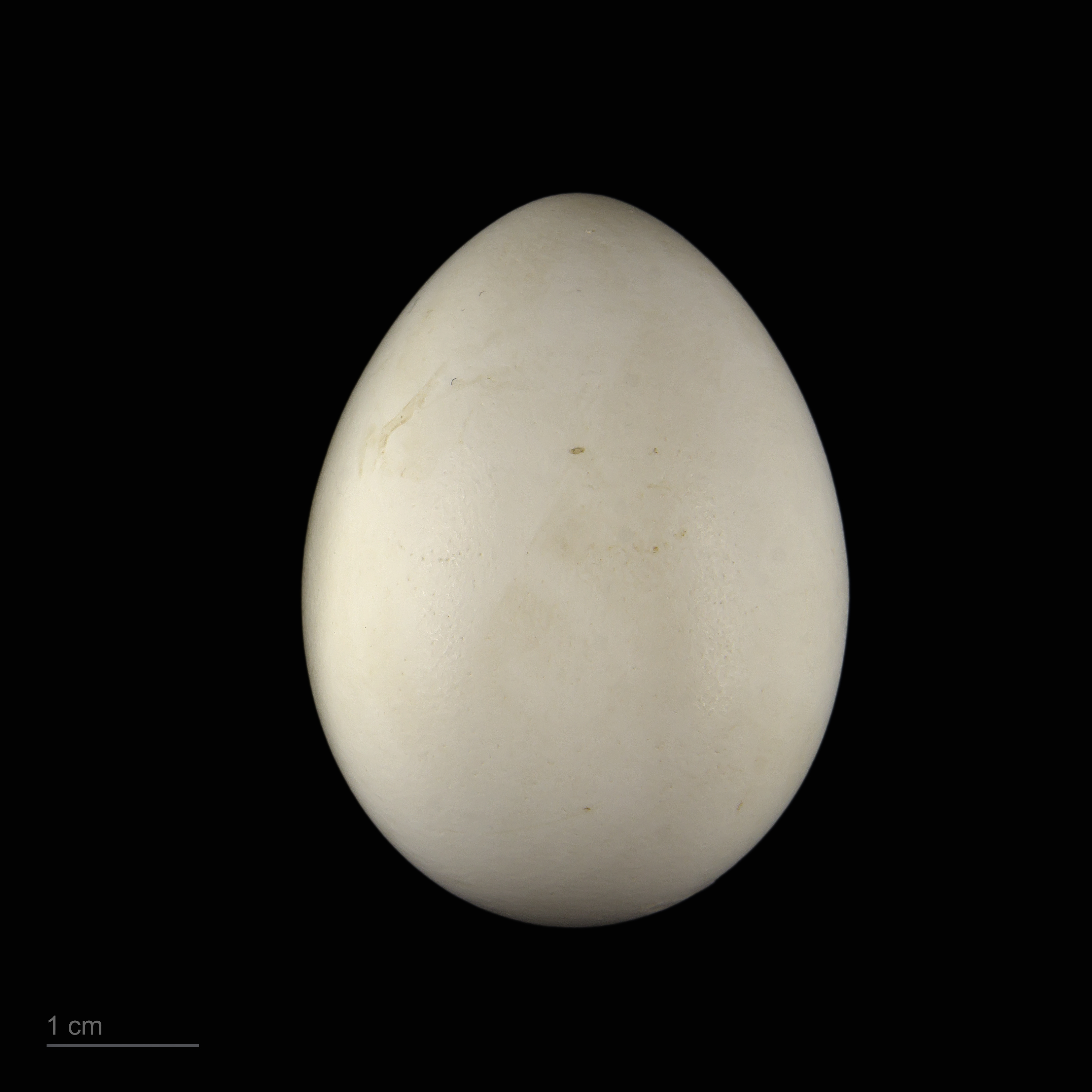
Eclectus roratus - MHNT

## Amenazas
El loro eclecto está catalogado como especie bajo preocupación menor por la UICN, es decir, que está lejos de extinguirse, sin embargo, presenta severas amenazas, como la pérdida de hábitat por deforestación y quema de bosques, así como también por el comercio ilegal de fauna silvestre. Es importante que te supliquemos que no compres loros silvestres, así puedes salvarlo.

## Subespecies

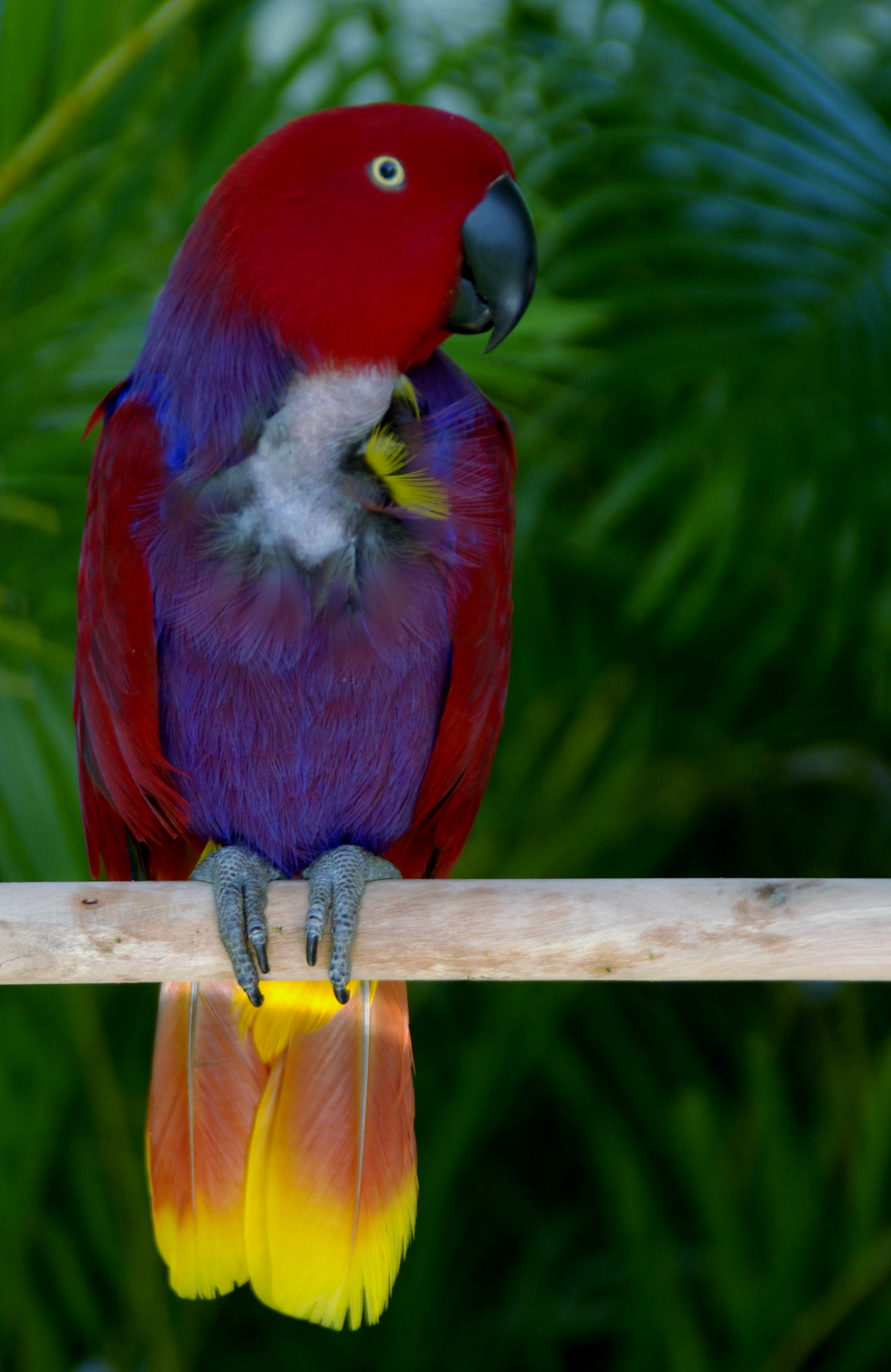
E. r. vosmaeri hembra

Se reconocen las siguientes subespecies según un orden filogenético de la lista del Congreso Ornitológico Internacional:
- E. roratus aruensis G.R. Gray, 1858
- E. roratus biaki (Hartert, 1932)
- E. roratus cornelia Bonaparte, 1850
- E. roratus roratus (Statius Müller, 1776)
- E. roratus polychloros (Scopoli, 1786)
- E. roratus solomonensis Rothschild & Hartert, 1901
- E. roratus macgillivrayi Mathews, 1913
- E. roratus vosmaeri (Rothschild, 1922)
- † E. roratus westermani (Bonaparte, 1850)